# ACTRESS
ACTRESS（アクトレス）は、有限会社アクトレスのアダルトゲームブランドである。2011年現在、アダルトゲーム製作活動を再開。

## 沿革
1998年に株式会社マシス（Masys）の子会社として設立した。設立当初はマシスとの共同開発作品も多い。
開発チームとして「WHITE CLARITY」、「バランソワール」、「Grooming」、「冥王星ちーむ」、「Digital-supplement」を持っていたが、2005年発売の「BIN★CANダーリン」を最後に活動を停止した。開発チームのうち「Grooming」と「WHITE CLARITY」は単独ブランドとして独立したが、それぞれ2008年と2009年に解散している。また、サブブランドとして2000年から2002年にかけて「Prima」があった。2006年にはブランド「あてゅ・わぁくす」を設立している。
その後、ACTRESSは関連ブランドを含めた作品の販売（ダウンロード販売含む）のみを行っていたが、2011年に活動を再開。

## 作品一覧
各関連ブランドも含む。

### ACTRESS
2003年から各開発チーム単位で作品を発表している。
- 1998年8月7日 -  き・ず・な
- 1999年2月10日 - seduce 誘惑
  - 2004年1月30日 - KI-Z-Sedu 復刻版（上記2作品の復刻版）
- 1999年11月19日 - 星のピアス
- 2000年4月25日  - 恋ようび ※
- 2000年12月8日 - 白鷺の鳴く頃に ※
- 2000年7月27日 - アラカルト ※
- 2001年5月11日 - らぶらぶティータイム ※
- 2011年4月28日 - ハッピー・ハーレム・スクリプト ～こんなにHな女の子が実在するワケがない!～
- 2012年11月22日 - ピンポンぱんつ! ～湯河原学園 美少女☆温泉卓球部～

※はマシスとの共同開発。
WHITE CLARITY
瀬戸内愁沙がプロデューサーであったチーム。ストーリーや雰囲気を重視し、何よりも“物語”であることをコンセプトにしており、そのため開発スパンが長いのも特徴であった。
- 2003年1月24日 - マージ 〜MARGINAL〜
  - 2005年3月25日 - マージ -Material Collection-

- 2005年7月22日 - WHITE CLARITY

バランソワール
揺れる心や人間模様といったドラマ風のゲームを作るために用意されたチームで、ドラマ性を求めたために他のアクトレスと比べてやや暗めな作品が多い。
- 2003年4月11日 - チェリーボーイにくびったけ
- 2004年2月27日 - 鳥籠 -TORIKAGO-
- 2004年10月29日 - 虹を見つけたら教えて。

Grooming
伝記・オカルト・SF物でかつ“ビジュアルノベル”なのが特徴。チーム名の由来はしかとみよ氏が猫好きなのにちなんでとのこと。開発スパンが長く、またシステムとして有限会社エッジのG-SYSを使用しているのも特徴であった。
- 2003年7月18日 - 天巫女姫

冥王星ちーむ
yoshi（よしお）が企画からシナリオ・監修までを手がけるチームでアクトレス初期から続く路線を維持していた。明るくエッチな作風が多い。
- 2003年8月29日 - きつね色の子守唄
- 2004年7月30日 - アメリカーノ、プリーズ!
- 2005年1月21日 - 羽くんの憂鬱

Digital-supplement
「ゲームで癒しとかほのぼのとか、そういうのを目指そう!」として作られたチーム。明るくコメディ、ライトにエッチで、気軽に楽しめる作品が多い。
- 2003年10月31日 - なついろ〜星降る湖畔の夏休み〜
- 2004年5月21日 - 保母さんのエプロン 〜ゆずりは保育園奮闘記〜
- 2005年10月28日 - BIN★CANダーリン

### Prima
- 2000年10月13日 - 幼なじみ ※
- 2000年11月24日 - 愛妻 ai-sai ※
- 2001年10月12日 - ディスグレイス ※
- 2002年6月7日 - うたかな（Grooming開発）
- 2002年6月28日 - Immoral Emotion
- 2002年8月23日 - すらっぷスティック（バランソワール開発）

※はマシスとの共同開発。

### WHITE CLARITY
ACTRESSのプロデューサーだった瀬戸内愁沙を代表として2006年に設立し、同年9月29日に魔法、ひとつくださいな。を発表した。その後作品は製作されることはなく、2008年2月1日にブランド解散が発表された。所属スタッフはあてゅ・わぁくすに移籍し、WEB通販やユーザーサポートはACTRESSに引き継がれている。 著作権表示などではラテン文字で「WHITE CLARITY」となっているが、ブランド名は「ホワイトクラリティ」とカタカナで表記するのが正式とされている。
- 2006年9月29日 - 魔法、ひとつくださいな。

（単独ブランドでの作品のみ）

### Grooming
開発チームであった「Grooming」単独ブランドとして独立。独立後の初作品であるホシツグヨでは声優おまけコメントを同封する入れ込みも見受けられた。2009年に解散。WEB通販やユーザーサポートはACTRESSに引き継がれている模様である。
- 2007年2月23日 - ホシツグヨ
- 2008年6月27日 - あまかみバンパイア

（単独ブランドでの作品のみ）

### あてゅ・わぁくす
2006年には設立されたブランド。あてゅ・わぁくすを参照。2011年に活動を休止。
- 2006年4月14日 - ときたま・ふぁんたずむ
- 2007年9月28日 - お嬢様の為に鐘は鳴る
- 2008年11月28日 - オトメスマイル -Otome to Egao to Awaikoi-
- 2009年7月31日 - 夢みる恋の結びかた
- 2010年3月26日 - Cure Mate Club
- 2010年12月24日 - プリンセス☆ストライク!
- 2011年11月25日 - 放課後キッチン

### 他社ブランド
- 2000年3月10日 - メイドねこさんはいかがですか? 〜機械じかけの恋物語〜（Masysブランド）
- 2001年7月13日 - 偽りの絆（Masysブランド）

## 主なスタッフ
原画
- 千葉千夏
- しかとみよ

シナリオ
- 小沢伝七
- 永里しの
- yoshi（よしお）